# 크레이지 택시 (비디오 게임)
크레이지 택시(Crazy Taxi, 일본어: クレイジータクシー)는 간노 겐지와 그의 팀이 히트메이커가 개발하고 세가가 배급한 오픈 월드 경주 게임이다. 크레이지 택시 시리즈 중 첫 번째 게임이다. 이 게임은 1999년 전자 오락실에 첫 출시된 이후 2000년 드림캐스트로 포팅되었다. 게임플레이는 택시 고객을 픽업한 다음 가능한 빨리 도착지로 모시는 것이다. 크레이지 택시에 대한 평가는 대부분 긍정적이었다. 2001년 어클레임에 의해 플레이스테이션 2, 닌텐도 게임큐브를 포함한 다른 플랫폼에 수차례 이식되었고 2002년 마이크로소프트 윈도우로 포팅되었다. 이 게임은 플레이스테이션 네트워크, 엑스박스 라이브 아케이드, iOS, 안드로이드용으로 재출시되었으며 드림캐스트 컬렉션을 장식하고 있다. 드림캐스트에서 몇 안 되는 세가 올 스타스 중 하나가 되었다. 크레이지 택시 2를 포함한 여러 후속작이 있다.

## 평가
일본에서 게임 머신은 크레이지 택시를 1999년 4월 1일자에서 이 달의 2번째로 가장 성공적인 아케이드 게임으로 이름을 올렸다.